# Umma (Sumer)
Umma (Oumma) ou Gisha est une ancienne cité du pays de Sumer. Dans la titulature des Rois d'Oumma, le nom est écrit Sâr-Dis. Le site de la ville, aujourd'hui Tell Djokha s'étend sur une colline dominant une plaine qui, à l'époque sumérienne, possédait un système d'irrigation et était cultivée. La ville étant éloignée des deux fleuves, le Tigre et l'Euphrate, tout un ensemble de canaux avaient été construits, suffisamment larges pour permettre aux bateaux de venir accoster et échanger leurs marchandises. Nous avons connaissance d'une partie de l'histoire de la cité par les archives de Lagash qui nous renseigne en particulier sur les querelles entre ces deux Cités-États pour une palmeraie qui leur servait de frontière la Gu-Edinna.
On connaît un certain nombre de rois de la cité grâce à quelques inscriptions, mais pour la grande majorité d'entre eux, ce ne sont que des noms que les spécialistes ont encore du mal à situer dans le temps. La divinité tutélaire d'Oumma était le Dieu Shara, dont l'un des temples portait le nom, d'Émah (ou É.Mah "Maison exaltée"). Les autres temples étaient : Le Sigkursaga (ou Sig.Kur.Sà.Ga, "Brique, montagne du cœur") et le Ésagepada (ou É.Sà.Ge.Pàd.Da "Maison choisie dans le cœur"), tous deux dédiés à Shara, le temple Nin-Ibgal dédié à Inanna, un temple consacré à Enkigal, construit par Our-Louma et enfin deux autres, consacrés à Ereshkigal et Ninhursag.
Le site n'a cependant jamais été fouillé de manière officielle. L'énorme quantité de textes qui provient de cet endroit, concernant surtout la période de la troisième dynastie d'Ur, est issue de fouilles clandestines, qui se prolongent encore actuellement. Les vestiges de la cité, comme ceux d'Ur, ont été pillés à la suite de la guerre du Koweït (1990–1991).

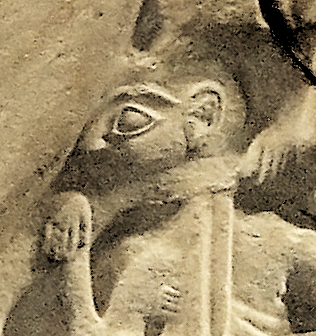
Homme d'Umma emprisonnée, sur la Stèle des vautours, vers -2500

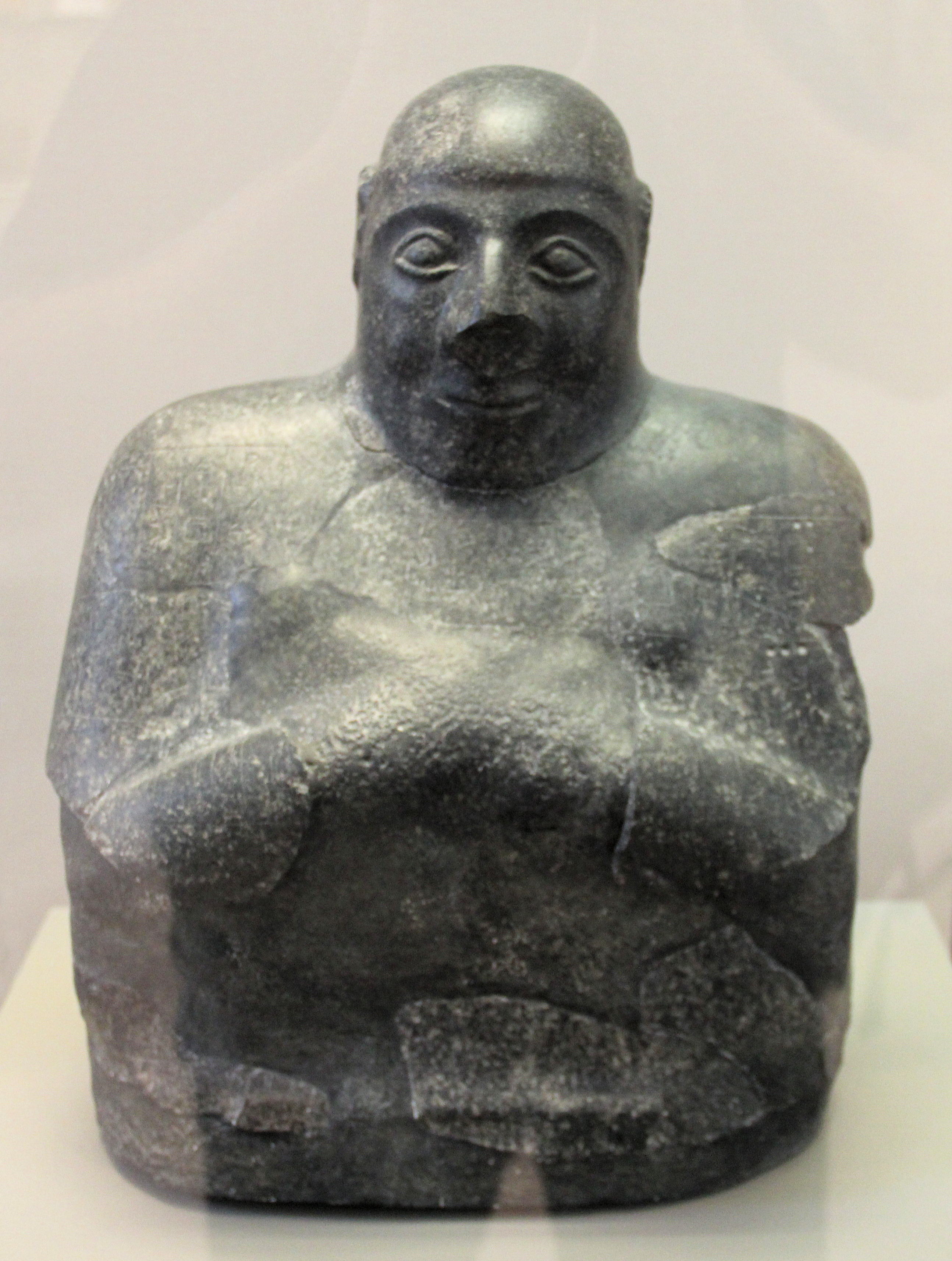
Statue en diorite d'un officiel d'Umma, vers -2400

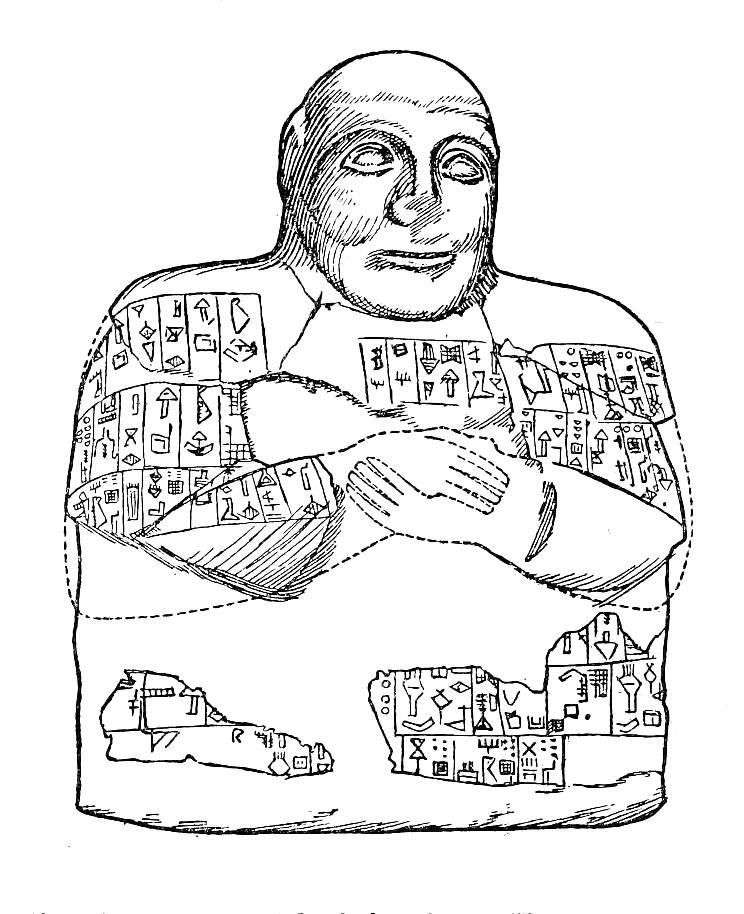
Détails de la statue de Lupad

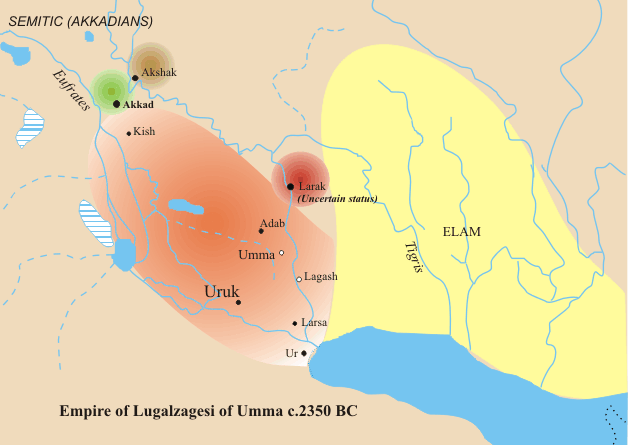
Environnement d'Umma, vers -2350

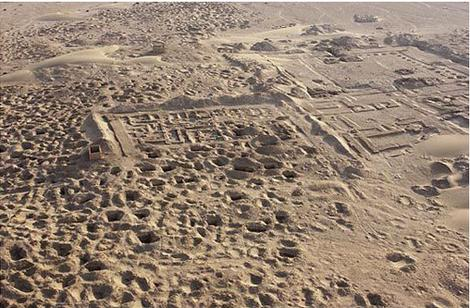
Vue aérienne du site d'Umma en 2003

## Histoire
Les seigneurs d'Oumma sont appelés Ensi (prince) dans toutes les inscriptions de Lagash, mais dans leurs propres écrits ils se donnaient le titre de Lougal (Lugal) Roi. Le premier Roi dont on ait une trace est un certain Aga, qui est mentionné Roi d'Oumma sur une perle en lapis-lazuli. Les spécialistes se posent la question de savoir s'il ne s'agirait pas du même que Agga (ou Aka, v.2585), le dernier roi de la première dynastie de Kish. Le premier Roi « indigène » semble être Pabilgagi (v.2475), dont le nom a déchiffré sur une statuette consacrée au Dieu Enlil. Puis on trouve E'Abzu (v.-2450) dont le nom est inscrit sur un fragment de statuette en pierre. Suit un Roi au nom de Usk (v.2425-v.2420) qui est donné comme Ensi (prince) d'Oumma dans les textes de Lagash. Il est le premier qui déclare la guerre à Lagash en déplaçant la borne qui fixait les limites des territoires contrôlés par les deux villes, afin d'intégrer la Gu-Edinna dans sa Principauté.
Il a deux enfants dont En-A-Kale (ou Enakalé, v.-2400/v.-2370) qui lui succède. Il est contemporain du roi de Lagash Enmetena (ou Entemena, v.-2400/v.-2375) contre qui il est en guerre. Il signe finalement un traité de paix avec celui-ci, à la suite duquel il fait construire une digue le long de la nouvelle frontière. Son fils Our-Louma (ou Ur-Luma ou Urluma v.-2370/v.-2360) monte sur le trône à sa mort. Il est mentionné dans deux tablettes, une en lapis-lazuli, une autre en argent, à propos de la construction de temples. De celui-ci on sait qu'il abdiqua et que c'est son fils, un nommé Ila (v.-2360-v.-2340) qui lui succède. Il a un enfant Gissa-Kidu (ou Gishakidu, v.2340 av. J.-C.) qui épouse une fille d'Our-Louma, Bara-Irnum (ou Bara'irnum). Oumma et Lagash vont s'épuiser dans les guerres incessantes.
Le roi suivant Lugal-zagesi (v.2340-2316 av. J.-C. ou -2359--2335) dont le nom veut dire « Roi qui emplit le sanctuaire », arrive au pouvoir à Oumma. Par sa victoire sur le Roi de Lagash Our-Inimgina, il conquiert la ville de Girsou (ou Girsu, Tellô aujourd'hui), la ville sainte du royaume de Lagash qu'il pille et incendie. Par cette victoire il met fin à la Ire dynastie de Lagash. Il conquiert tout le pays de Sumer et réalise la première unification des cités sumériennes.  Son règne est de courte durée et son empire disparaît rapidement avec lui, sous les coups de Sargon le Grand d'Akkad (2334-2279 av. J.-C.) et Lugal-zagesi est capturé. Ce qui mettra fin provisoirement à la prépondérance des cités du Sumer sur la Mésopotamie. Il semble que, pendant la période de domination d'Akkad, Oumma continue de prospérer et ensuite sous ceux de la troisième dynastie d'Ur, lors de la renaissance sumérienne, comme en témoignent de nombreuses tablettes économiques la concernant.